# Boldklubben af 1893

logoul precedent

Boldklubben af 1893 este un club de fotbal din Copenhaga, Danemarca, fondat în anul 1893.

## Palmares
- Superliga Daneză (9): 1916, 1927, 1929, 1930, 1934, 1935, 1939, 1942, 1946
- Cupa Danemarcei: 1982